# Љубав чаробница
Љубав чаробница (шп. El amor brujo) је музичко дело које је компоновао шпански композитор Мануел де Фаља најпре за камерни оркестар, затим као симфонијску свиту, и на крају као балет.
Дело је изразито андалузијско по карактеру, и у музичком и у књижевном смислу. Либрето је написао Грегорио Мартинез Сијера на андалузијском дијалекту шпанског језика. Музика садржи деонице изузетне лепоте и оригиналности као што су Ритуална игра ватре (шп. Danza ritual del fuego), Песма о варљивој светлости (шп. Canción del fuego fatuo) и Игра страве (шп. Danza del terror).

## Верзије и историјат извођења
Љубав чаробница је најпре написана као gitanería (циганско дело) 1914.-15 године за Пастору Империо, чувену циганску фламенко играчицу, и камерни оркестар. Неуспешно је изведена у Театру Лара у Мадриду 1915. године.
Следеће године, Фаља је дело прерадио за симфонијски оркестар, са три кратке песме за мецосопран. Ову верзију је 28. марта 1916. извео Мадридски симфонијски оркестар под диригентском палицом Енрикеа Фернадеза Арбоса.
Фаља је 1925. године начинио коначну верзију – балет-пантомиму у једном чину, са кратким песмама за мецосопран. Премијерно је изведена у САД 17. марта 1927. године, у филаделфијској Метрополитен опери. Филаделфијском оперском компанијом дириговао је Александер Смоленс. Мецосопран је била Кетрин Нол.

## Радња
Љубав чаробница је прича о младој андалузијској Циганки по имену Кандела. Кандела се заљубљује у мушкарца по имену Кармело, након што је њен неверни муж, за којег је била приморана да се уда, умро. Дух покојног мужа се враћа и прогања Канделу и Кармела. Како би их ослободили духа, сви Цигани у поноћ праве велики круг око логорске ватре. У том кругу Кандела изводи Ритуалну игру ватре. Дух се појављује и она игра с њим. Док се окрећу све брже и брже, чаролија ватреног плеса одвлачи дух у ватру и он заувек нестаје.

## Ставови
- Introducción y escena ('Увод и сцена')
- En la cueva ('У пећини')
- Canción del amor dolido ('Песма о болној љубави')
- El aparecido (El espectro) ('Дух')
- Danza del terror ('Игра страве')
- El círculo mágico ('Чаробни круг')
- A media noche: los sortilegios ('У поноћ: врачање')
- Danza ritual del fuego ('Ритуална игра ватре')
- Escena ('Сцена')
- Canción del fuego fatuo ('Песма о варљивој светлости')
- Pantomima ('Pantomimа)
- Danza del juego de amor ('Песма о љубавној игри')
- Final - las campanas del amanecer ('Финале - звона у свитање')